# Origines
Le Origines (Origini) erano un'opera storiografica, oggi perduta, dell'autore latino Marco Porcio Catone.

## Struttura e contenuto
Composta in prosa e suddivisa in sette libri, fu scritta da Catone in vecchiaia, dunque dopo il 174 a.C. quando, compiuti i sessant'anni, l'autore poteva dirsi entrato nella senectus.. Essa può essere considerata la prima vera opera storiografica romana (eccezion fatta per il Bellum Poenicum di Gneo Nevio, che però era un poema), in quanto scritta in lingua latina e non greca, come alcuni predecessori. Anche se ne restano solo un centinaio di frammenti, è, comunque, possibile conoscere almeno quale fosse il contenuto generale dell'opera grazie a Cornelio Nepote nella sua brevissima biografia del Censore.
A quanto afferma Nepote, infatti, nel libro I si affrontava la storia di Enea e dei suoi discendenti, della fondazione di Roma e dell'età regia; i libri II e III trattavano le origini delle principali città italiche e comprendevano notizie di carattere geografico ed etnografico sulle popolazioni italiche, incluse quelle dell'Italia settentrionale, tra cui Galli e Liguri - da qui il titolo Origines; nei libri IV-V si raccontava, capitulatim, ossia per sommi capi e con una narrazione consecutiva, lo svolgimento della prima e della seconda guerra punica, per poi concludere, negli ultimi due libri, con gli eventi successivi alla seconda guerra punica fino alla spedizione di Servio Sulpicio Galba in Spagna nel 151 a.C., con ampie inserzioni delle orazioni catoniane, tra le quali il discorso pronunciato in senato da Catone contro lo stesso Galba nel 149 a.C., pochi mesi prima della morte.

## Catone e la storiografia
Come gli annalisti romani in lingua greca Quinto Fabio Pittore e Lucio Cincio Alimento e gli autori epico-storici Gneo Nevio e Quinto Ennio, Catone dedicò ampio spazio alla trattazione dei miti delle origini e degli avvenimenti a lui più vicini, tralasciando invece la storia del primo periodo repubblicano.
Numerosi sono, tuttavia, gli elementi di innovazione nell'opera di Catone: egli fu il primo a comporre un'opera storiografica in lingua latina, e tale scelta si spiega con il conservatorismo e la politica antiellenica di cui lo stesso Catone si fece promotore. Con il dominio di Roma sul Mediterraneo, inoltre, era scomparsa l'esigenza propagandistica e apologetica che aveva contraddistinto le opere di Pittore e Alimento, che erano state composte in greco proprio per essere fruibili in tutto il bacino mediterraneo.
Catone rifiutò, comunque, pur se tradizionalista, lo stile tipico dell'annalistica pontificia, fondato sul minuzioso elenco di fatti, per procedere ad una narrazione sintetica, esponendo nell'opera stessa il suo programma, che prevedeva una nuova interpretazione della storiografia:
(Catone, Origines, fr. 77 Peter; trad. di M.C. Grandi.)
Rispetto a Fabio Pittore e Cincio Alimento, inoltre, stemperò la connotazione politica e ideologica che aveva sempre contraddistinto la storiografia, per presentare la storia di Roma in una dimensione italica, che evidenziava il profondo rapporto di vicinanza e unitarietà che legava l'Urbe alle civitates italiche.
Diversamente da Ennio e da Nevio, inoltre, Catone rifiutò di celebrare le grandi personalità che si erano distinte nel corso dei conflitti che Roma aveva combattuto, come era invece uso comune anche nei carmina convivalia, da parte degli esponenti dell'aristocrazia; egli, invece, con chiaro intento polemico, evitò di citare i nomi di qualsiasi condottiero o magistrato, limitandosi a riportarne la qualifica istituzionale. Egli proponeva così una nuova interpretazione di tutta la storia romana, che veniva ad essere la realizzazione comune operata da un intero popolo tramite la graduale instaurazione di un solido sistema statale. Dai frammenti ad oggi pervenuti sembra probabile che in tutta l'opera Catone nominasse esplicitamente solamente l'oscuro tribuno militare Quinto Cedicio,, che diviene nel suo eroismo, dunque, simbolo dell'intero popolo romano e portatore dei valori che ogni civis deve obbligatoriamente rispettare.
Al contenuto romano ed italico dell'opera catoniana corrisponde tuttavia un ampio uso delle forme della storiografia greca: nel corso della narrazione trovano posto numerosi discorsi diretti, particolari curiosi e mirabilia, digressioni geografiche ed etnografiche che ricordano le opere di Ecateo di Mileto, Erodoto e Timeo di Tauromenio. In Erodoto, in particolare, è probabile che Catone abbia trovato ispirazione in quanto alla tecnica narrativa da adoperare, che prevedeva che la trattazione specifica della storia dei singoli popoli venisse inserita nel momento in cui questi entravano in contatto con Roma. Alla tradizione ellenistica delle κτίσεις (ktìseis), i racconti sulle origini dei popoli e la fondazione delle città, può inoltre essere ricondotto il titolo stesso di Origines che Catone diede alla sua opera.
Catone poté, infine, ricavare molte informazioni sui miti della fondazione di Roma e sui dati storici dalle opere degli storiografi di lingua greca a lui di poco anteriori, Timeo di Tauromenio, Polemone di Ilio e Diocle di Pepareto: tuttavia, a differenza dei modelli greci, che tendevano ad inserire Roma nell'orizzonte ellenistico, Catone evidenziò una dimensione romana e italica polemicamente contrapposta a quella greca.

## Edizioni e traduzioni
- Veterum Historicorum Romanorum relliquiae, Disposuit recensuit praefatus est Hermannus Peter, Lipsiae, in aedibus B.G. Teubneri, 1870, pp. 51-94: M. Porcii Catonis Origines.
- Das erste Buch der «Origines», Ausgabe und Erklärung der Fragmente, Meisenheim am Glan, Hain, 1971.
- Les Origines (fragments), Texte établi, traduit et commenté par Martine Chassignet, Paris, Les Belles Lettres, 1986.